# Comuna Alexeevca, Florești
Comuna Alexeevca este o comună din raionul Florești, Republica Moldova. Este formată din satele Alexeevca (sat-reședință), Chirilovca, Dumitreni și Rădulenii Noi.

## Demografie
Conform datelor recensământului din 2014, comuna are o populație de 1.169 de locuitori. La recensământul din 2004 erau 1.511 locuitori.

## Administrație și politică
Componența Consiliului local Alexeevca (9 consilieri), ales la 5 noiembrie 2023, este următoarea:
|  | Partid                                        | Consilieri | Componență | Componență | Componență | Componență | Componență | Componență |
|  | --------------------------------------------- | ---------- | ---------- | ---------- | ---------- | ---------- | ---------- | ---------- |
|  | Partidul Socialiștilor din Republica Moldova  | 6          |            |            |            |            |            |            |
|  | Partidul Acțiune și Solidaritate              | 2          |            |            |            |            |            |            |
|  | Partidul Dezvoltării și Consolidării Moldovei | 1          |            |            |            |            |            |            |